# Heinkel He 59
O Heinkel He 59 foi um biplano alemão criado nos anos 30 pela Heinkel. Resultou de um requerimento do estado germânico para uma aeronave de reconhecimento capaz de lançar torpedos, que fosse ainda capaz de ver-lhe incorporado um trem de aterragem em terra ou flutuadores para amaragem. Foi usado pela Luftwaffe até 1944.